# Eckartdal
Eckartdal is een buurt in het stadsdeel Woensel-Zuid in de Nederlandse stad Eindhoven. De buurt ligt in de wijk Begijnenbroek. Op 1 januari 2023 telde de buurt 320 inwoners, verdeeld over 48 woningen, met een gemiddelde WOZ-waarde van € 437.000, op een oppervlakte van 0,37 km².
Daarnaast is de naam Eckartdal in gebruik voor de woonlocaties voor verstandelijk gehandicapten dat zich op het naburige landgoed Eckart bevindt. Het op dit landgoed gevestigde kasteel (kasteel Eckartdal) is geheel gerenoveerd in opdracht van zorgorganisatie Lunet, nadat het lange tijd leeg heeft gestaan. Na een poging tot kraak in 2009 werd het kasteel korte tijd op "antikraakbasis" bewoond.